# Švicarska narodna stranka
Švicarska narodna stranka (njemački: Schweizerische Volkspartei, SVP) desno je konzervativna politička stranka u Švicarskoj.

## Vanjske poveznice
|  | Zajednički poslužitelj ima još gradiva o temi Švicarska narodna stranka |